# アーダム・ヨハン・フォン・クルーゼンシュテルン
アーダム・ヨハン・フォン・クルーゼンシュテルン、イヴァン・フョードロヴィチ・クルゼンシュテールン（ドイツ語: Adam Johann von Krusenstern、ロシア語: Иван Фёдорович Крузенштерн、1770年11月19日 - 1846年8月24日）は、エストニア出身のロシア海軍提督であり探検家。ロシアで最初に世界周航（1803年 - 1806年）を行った。彼はこの航海で「日本海」を通り、後に彼が作成した地図には「日本海」を "MER DU JAPON" と記したとされ、「日本海」を最初に命名した人物として日本の百科事典類には記されている。

## 生涯
クルーゼンシュテルンはエストニアのハグディ（Hagudi、現在のラプラ周辺）で生まれた。彼の家族はバルト・ドイツ人だったが、スウェーデンの貴族でエストニアがロシアに割譲された後も当地に留まったvon Krusenstjerna家の子孫でもあった。1787年、彼は海軍士官学校を出てロシア帝国海軍に入り、1793年から1799年までの間はイギリス海軍に派遣され学びながら軍務についた。1803年、彼は皇帝アレクサンドル1世と露米会社支配人ニコライ・レザノフ男爵の支援下でロシア最初の世界一周艦隊の指揮官となった。クルーゼンシュテルンの乗る旗艦ナジェージタ（Nadezhda）と、ユーリー・フョードロヴィチ・リシャンスキー中尉の乗るネヴァ（Neva）の2隻からなる艦隊の目的は、清および日本との交易の確立、南米との交易拡大、カリフォルニアをロシアの植民地にするための事前調査であった。
2隻の艦隊は遣日使節ニコライ・レザノフと仙台藩出身の津太夫ら4人の日本人漂流民、ロシアやヨーロッパ各地の博物学者・天文学者・画家らを乗せ、ロシア海軍のバルト海の軍港クロンシュタットを出港した。途中デンマーク、イギリス、カナリア諸島、ブラジルに寄港し大西洋を横断しホーン岬を回って北太平洋に向かった。二隻は航海の間、詳細な地図と記録、動植物の標本を作ったが、艦隊の隊長になっていたレザノフと海軍軍人のクルーゼンシュテルンとは事あるごとに対立した。太平洋を横断した艦隊は1804年秋、カムチャツカ半島から日本に向かったが、長崎での幕府との交渉は不調に終わり、半年後に長崎を離れカムチャツカに戻った。
喜望峰経由で1806年8月に母港クロンシュタットに戻ったクルーゼンシュテルンは詳細な航海記"Reise um die Welt in den Jahren 1803, 1804, 1805 und 1806 auf Befehl Seiner Kaiserliche Majestät Alexanders des Ersten auf den Schiffen Nadeschda und Newa"（『アレクサンドル1世陛下の命令下、1803年、1804年、1805年、1806年にナジェージタとネヴァにより行った世界周航の記録』）を書き、1810年にサンクトペテルブルクで出版した。1811年 - 1812年にはベルリンで出版し、1813年には英訳版がロンドンで出版された。またフランス語、デンマーク語、オランダ語、スウェーデン語、イタリア語でも出版された。太平洋の地図などを含む図録は1827年にサンクトペテルブルクで出版され、ロシア科学アカデミー会員に迎え入れられる栄誉を得た。彼は1816年にエストニアのキルツィにある荘園を得たが、この荘園で1846年に没した。
司馬遼太郎は江戸時代の廻船商人である高田屋嘉兵衛を主人公とした歴史小説『菜の花の沖』を執筆する際に、クルーゼンシュテルンの航海とその「経緯を徹底して調べた」。
スイス 生まれのドイツ文学の著名な学者にして作家のアドルフ・ムシュク （1934年生まれ）は、2012年に長篇小説『レーヴェンシュテルン』（Löwenstern）を発表した。この作品の主人公ヘルマン・ルートヴィヒ・フォン・レーヴェンシュテルン（Hermann Ludwig von Löwenstern; 1777-1836）は、エストニア人で、同郷のロシア海軍提督クルーゼンシュテルンが成し遂げたロシア最初の世界周航に参加した人物である。この小説の中で、レーヴェンシュテルンはこの世界周航について、代父宛の書簡の形で報告している 。

## 日本語文献
- 『ラングスドルフ日本紀行　クルーゼンシュテルン世界周航・レザーノフ遣日使節随行記』

ゲオルク・ハインリヒ・フォン・ラングスドルフ（山本秀峰編訳、露蘭堂、2016年）